# Willi Melliger
Wilhelm "Willi" Melliger, född 26 juli 1953 i Buttwil i Aargau, död 16 januari 2018, var en schweizisk ryttare.
Han tog OS-silver i lagtävlingen i hoppning i samband med de olympiska ridsporttävlingarna 2000 i Sydney.